# اولان‌اول (خوفسگول)
شهرستان اُولان‌اُول (به زبان مغولی: Улаан-Уул сум، [Ulaan-Uul sum]؛ ᠤᠯᠠᠭᠠᠨ ᠠᠭᠤᠯᠠ ᠰᠤᠮᠤ، [ulaɣan aɣula sumu]) یک شهرستان (سُوم) در مغولستان است که در استان خوفسگول واقع شده‌است.

## تقسیمات اداری
شهرستان اُولان‌اُول متشکل از ۶ قصبه (باغ) می‌باشد، شامل:
- توگل (مغولی: Төгөл баг، [Tögöl bag]؛ ᠲᠥᠭᠡᠯ ᠪᠠᠭ، [tögel baɣ])
- توم (مغولی: Тоом баг، [Toom bag]؛ ᠲᠣᠭᠤᠮ ᠪᠠᠭ، [toɣum baɣ])
- سویو (مغولی: Соёо баг، [Sojoo bag]؛ ᠰᠣᠶᠤᠭ᠎ᠠ ᠪᠠᠭ، [soyuɣ-a baɣ])
- شیفلِگ (مغولی: Шивлэг баг، [Šivleg bag]؛ ᠰᠢᠪᠡᠯᠡᠭᠡ ᠪᠠᠭ، [šibelege baɣ])
- غون (مغولی: Гун баг، [Gun bag]؛ ᠭᠤᠩ ᠪᠠᠭ، [ɣuŋ baɣ])
- مونغاراغ (مغولی: Мунгараг баг، [Mungarag bag]؛ ᠮᠤᠩᠭᠠᠷᠠᠭ ᠪᠠᠭ، [muŋɣaraɣ baɣ])